# Daniel Prochaska
Daniel Geronimo Prochaska (* 1983 in Bad Ischl) ist ein österreichischer Filmeditor und Filmregisseur.

## Leben
Daniel Prochaska ist der Sohn des Regisseurs Andreas Prochaska. Daniel Prochaska studierte am SAE Institute Wien in der Sparte Digital Film und ist seit 2010 als Filmeditor tätig. 2014 wurde er für den Schnitt des Filmes Blutgletscher für den Österreichischen Filmpreis nominiert.
Mit der ORF-Stadtkomödie Geschenkt nach der gleichnamigen Erzählung von Daniel Glattauer gab er 2018 sein Regiedebüt.

## Filmografie (Auswahl)

### Als Filmeditor
- 2010: Die unabsichtliche Entführung der Frau Elfriede Ott
- 2010: Spuren des Bösen – Das Verhör
- 2011: Vermisst – Alexandra Walch, 17
- 2011: Das Wunder von Kärnten
- 2012: Spuren des Bösen: Racheengel
- 2013: Blutgletscher
- 2013: Bella Block: Hundskinder
- 2014: Das Attentat – Sarajevo 1914
- 2014: Das finstere Tal
- 2014: Spuren des Bösen: Schande
- 2015: Landkrimi – Wenn du wüsstest, wie schön es hier ist
- 2015: Spuren des Bösen: Liebe
- 2016: Angriff der Lederhosenzombies
- 2017: Maximilian – Das Spiel von Macht und Liebe
- 2017: Spuren des Bösen: Begierde
- 2018: Spuren des Bösen: Wut
- 2018: Die letzte Party deines Lebens
- 2019: Kaviar
- 2019: Spuren des Bösen: Sehnsucht

### Als Regisseur
- 2018: Stadtkomödie – Geschenkt (Fernsehreihe)
- 2020: Das schaurige Haus
- 2020: Landkrimi – Waidmannsdank (Fernsehreihe)
- 2020: Tatort: Unten (Fernsehreihe)
- 2021: Ferdinand von Schirach – Glauben (Mini-Serie)
- 2022: Das Netz – Prometheus (Fernsehserie)
- 2023: Am Ende – Die Macht der Kränkung (Fernsehserie)
- 2024: Landkrimi – Bis in die Seele ist mir kalt (Fernsehreihe)
- 2024: Kopftuchmafia – Ein Stinatz-Krimi (Fernsehreihe, Alternativtitel: Dorfkrimi – Die tote Braut)
- 2025: Totenfrau (Fernsehserie)
- 2025: Uhudler-Verschwörung – Ein Stinatz-Krimi (Fernsehreihe)